# 모모타 겐토
모모타 겐토(일본어: 桃田 賢斗, 1994년 9월 1일~)는 일본의 전직 배드민턴 선수이다. 2020년 하계 올림픽에 참가했으며 세계 선수권 대회 남자 단식에서 금메달 2개, 동메달 1개를 획득했다. 2018년에 일본 남자 단식 선수로는 최초로 세계 배드민턴 연맹(BWF) 랭킹 1위를 달성했으며,  2019년에는 국제 대회 11회 우승을 차지하여 단일 시즌 국제 배드민턴 남자 단식 최다 우승 기록을 세우며 기네스 세계 기록을 달성했다.

## 어린 시절
모모타는 1994년 가가와현 미노정(현재의 가가와현 미토요시)에서 모모타 노부히로와 미치요 부부의 아들로 태어났다. 그의 부모는 미국 만화 영웅 슈퍼맨의 또 다른 이름인 "클라크 켄트"의 이름을 따서 그가 세상에서 가장 강한 사람이 되기를 바라며 "겐토"라고 지었다. 
모모타는 요시즈 소학교 1학년 때인 2001년 배드민턴을 시작했으며 당시 친누나인 메이코를 따라 학교 배드민턴부 코치를 담당하던 교사의 권유로 시작했다. 그의 부모는 배드민턴과 무관한 삶을 살았으나 아버지 노부히로는 배드민턴을 공부하고 아들의 발전을 돕기 위해 직접 연습 코트를 만들었다. 모모타는 학업을 병행하며 유소년 배드민턴 선수로 활동했으며 소학교 졸업 후 후쿠시마현 도미오카정에 위치한 도미오카 제1중학교와 도미오카 고등학교로 진학했다. 2009년에는 중학생 신분으로는 처음으로 전일본 배드민턴 선수권 대회에 참가했고 고등학교 1학년 때인 2010년 일본 주니어 배드민턴 국가대표 선수로 발탁되었다.

## 경력
모모타는 2011년 7월 인도 러크나우에서 열린 2011년 아시아 주니어 선수권 대회에 일본 국가대표로 참가했으며 남자 단식 부문에서 준결승까지 진출했다. 그는 준결승에서 말레이시아의 줄파들리 줄키플리에게 패하여 중국의 류카이와 함께 동메달을 획득했다. 같은 해 10월 중화민국 타오위안에서 열린 2011년 세계 주니어 선수권 대회에 참가하여 남자 단식 부문 준결승에 진출했다. 모모타는 러크나우 아시아 주니어 선수권과 마찬가지로 준결승에서 말레이시아의 줄파들리 줄키플리에게 패하여 인도의 사미르 베르마와 함께 동메달을 획득했다.
모모타는 2018년 4월 중화인민공화국 우한에서 열린 아시아 선수권 대회에 참가하여 남자 단식 부문 우승을 차지했다. 같은 해 8월 중화인민공화국 난징에서 열린 2018년 세계 배드민턴 선수권 대회 남자 단식에서 우승했다. 세계 선수권 대회 직후에는 인도네시아 자카르타에사 열린 2018년 아시안 게임에 참가했고 단식에서 첫 상대인 네팔의 비카시 슈레스타를 꺾었으나 2차전 상대인 인도네시아의 안토니 시니수카 긴팅에게 패하여 탈락했다.개인전 탈락 후에는 남자 단체전에 일본 대표팀의 일원으로 참가하여 동메달을 획득에 기여했다.
2019년 4월 우한에서 열린 2019년 아시아 선수권 대회에서 남자 단식 우승을 차지하며 대회 2연패를 달성했다. 또한 8월 스위스 바젤에서 열린 세계 배드민턴 선수권 대회에서도 남자 단식에서 우승하여, 세계 선수권 대회 2연패를 달성하였다.
2021년 7월 일본 도쿄에서 열린 2020년 하계 올림픽에 일본 국가대표로 참가했으며 이 대회가 모모타의 첫 올림픽 출전이다. 그는 남자 단식 A조에서 미국의 티머시 람을 이겼으며 다음 상대인 대한민국의 허광희에게 패하면서 탈락하였다.
2024년 4월 올림픽 출전권 획득에 실패한 후 청두에서 열린 2024년 토마스컵을 끝으로 국가대표에서 은퇴했다.